# Breathe (singel Nickelback)
Breathe – czwarty singel kanadyjskiej grupy rockowej Nickelback, pochodzący z jej drugiego albumu studyjnego, "The State", wydanego w roku 1998, a następnie w 2000. Licząc poprzednie wydawnictwa zespołu jest to piąty singel. "Breathe" jest utworem rozpoczynającym całą płytę, trwa 3 minuty i 58 sekund i jest trzecim co do najdłuższych utworów znajdujących się na płycie. Dłuższe są tylko "Worthy to Say" które trwa 4 minuty i 6 sekund, oraz "Hold Out Your Hand", który trwa 4 minuty i 7 sekund. Premiera singla nastąpiła w lutym 2001 roku.

## Znaczenie tekstu
Ta piosenka jest prawdopodobnie o samym wokaliście, który miał wiele planów i marzeń gdy był młodszy. Jednak nigdy ich specjalnie nie okazywał. Bał się, że wszystko zacznie się rozpadać, przeciążać. O tym mówi wers "Somebody help me breathe". Piosenka odnosi się także do innej osoby, być może także mężczyzny, który pomaga wokaliście. Utwór utrzymany jest w nieco lżejszym brzmieniu. Słychać to zwłaszcza podczas zwrotek, gdzie gitary praktycznie są bardzo ciche. Dopiero w refrenach utwór zyskuje na ciężkości.
Utwór dobrze radził sobie także na listach przebojów, docierając między innymi do 10 miejsca na amerykańskiej liście Mainstream Rock Tracks. Został także wykorzystany w wydanym w 2002 roku filmie fantasy "Clockstoppers" ("Zatrzymani w czasie"). "Breathe" można było usłyszeć także podczas jednego z odcinków popularnego serialu "Nash Bridges". Na singlu prócz standardowej wersji, zespół zamieścił jeszcze m.in. akustyczną wersję utworu "Worthy to Say", która znalazła się także na bootlegu grupy "Acoustic live on Power 97". W roku 2004, utwór "Breathe" znalazło się na albumie tribute poświęconemu grupie Nickelback, "Someday: The String Quartet Tribute to Nickelback". Utwór został wykonany w wersji klasycznej przy użyciu takich instrumentów jak skrzypce czy kontrabas.

## Utwór na koncertach
"Breathe" zadebiutowało na żywo w roku 1998, podczas koncertów promujących album "The State" w Północnych Stanach i Kanadzie. Utwór wszedł także w skład setlisty podczas koncertu "Live at Home", który się odbył w 2002 roku w Edmonton, i został wydany na płycie DVD. Do utworu nie powstał teledysk. "Breathe" było grane aż do trasy "All the Right Reasons Tour". Po zakończeniu tej trasy w 2007 roku, utwór przestał być grany na żywo. 

## Lista utworów na singlu
Single CD:
| Nr. |  | Tytuł                             | Tekst        | Muzyka     | Długość |
| --- |  | --------------------------------- | ------------ | ---------- | ------- |
| 1.  |  | "Breathe" (LP Version)            | Chad Kroeger | Nickelback | 3:58    |
| 2.  |  | "Breathe" (Trimmed Intro Version) | Chad Kroeger | Nickelback | 3:49    |
| 3.  |  | "Call Out Reaserch Hook"          |              |            | 0:16    |
| 4.  |  | "Worthy to Say" (Acoustic Live)   | Chad Kroeger | Nickelback | 3:41    |
|     |  |                                   |              |            |         |

## Twórcy
Nickelback
- Chad Kroeger - śpiew, gitara rytmiczna, produkcja
- Ryan Peake - gitara prowadząca, wokal wspierający
- Mike Kroeger - gitara basowa
- Ryan Vikedal - perkusja

Produkcja
- Nagrywany:1998 w "Green House Studios" w Burnaby (Kolumbia Brytyjska)
- Producent muzyczny: Chad Kroeger, Nickelback, Dale Penner
- Miks utworu: Garth Richardson w "Green House Studios" w Burnaby (Kolumbia Brytyjska)
- Mastering: Brett Zilahi w "Metalworks" w Misissauga
- Producent: Ken Grant
- Zdjęcia: Neil Zlozower
- Management: Bryan Coleman
- Okładka: Three Mountain Design, Inc.
- Aranżacja: Chad Kroeger, Ryan Peake, Mike Kroeger, Ryan Vikedal
- Tekst piosenki: Chad Kroeger
- Wytwórnia: Początkowo krążek wydany w Kanadzie niezależnie, Roadrunner Records